# Kalcapion semivittatum semivittatum
Kalcapion semivittatum semivittatum é uma subespécie de insetos coleópteros polífagos pertencente à família Apionidae.
A autoridade científica da subespécie é Gyllenhal, tendo sido descrita no ano de 1833.
Trata-se de uma subespécie presente no território português.